# Centrale nucléaire de Philippsburg
Pour les articles homonymes, voir KKP.

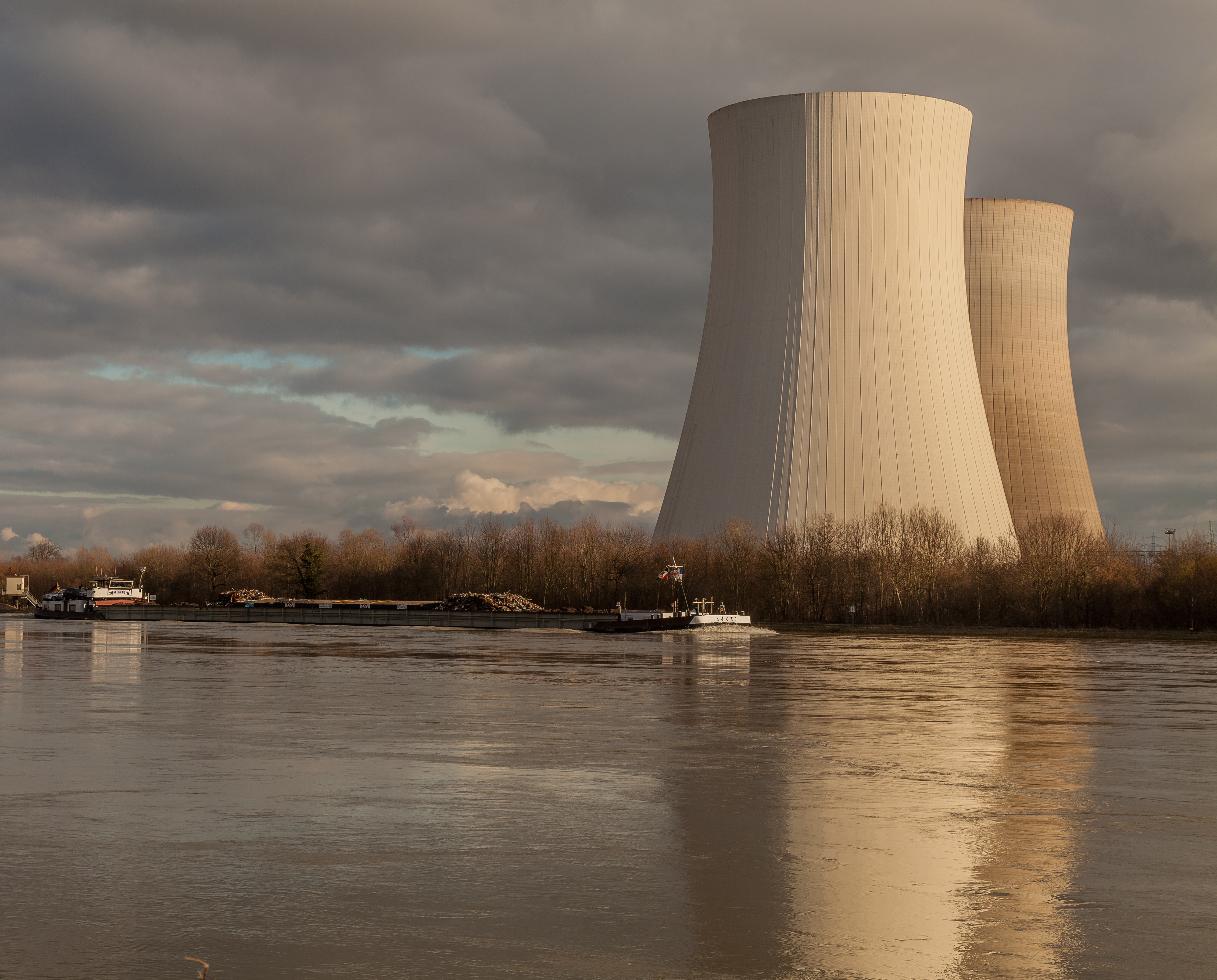
Tours aéroréfrigérantes de la centrale nucléaire de Philippsburg en janvier 2018 (elles ont été détruites en mai 2020)

La centrale nucléaire de Philippsburg (en allemand, Kernkraftwerk Philippsburg ou KKP) se trouve à proximité de Philippsburg dans la région de Karlsruhe (Bade-Wurtemberg) en Allemagne. Elle fut construite dans les années 1970. Le réacteur no 1 a été mis en service le 7 mai 1979 et le réacteur no 2 le 17 décembre 1984. Le réacteur no 1 (KKP1) est un réacteur à eau bouillante d'une puissance de 926 MW brute, tandis que le réacteur no 2 (KKP2) est un réacteur à eau pressurisée d'une puissance de 1 458 MW brute. Elle est exploitée par la société EnBW.
Le réacteur no 1 a été arrêté en août 2011, et le réacteur no 2 en décembre 2019,. Pendant leur durée de vie, les réacteurs ont produit respectivement 187,55 et 357,04 TWh, avec un facteur de charge moyen de 76,8 et de 86,0 %.
Les tours de refroidissement de la centrale sont détruites à l'explosif le 14 mai 2020.

## Incidents
De 2001 à 2006, les deux réacteurs ont eu plusieurs pannes et incidents :
- En 2001, il a été mis en évidence que le réacteur à eau pressurisée a été lancé à plein régime sans que les mesures nécessaires n'aient été effectuées sur le débit du liquide de refroidissement. Ainsi, le refroidissement n'a pas fonctionné correctement pendant plusieurs heures, en violation des règles de sécurité.
- Le 25 août 2001, une trop faible concentration de bore est détectée dans le système de refroidissement d'urgence du réacteur à eau pressurisée. Le réacteur a été déconnecté du réseau jusqu'à ce qu'une enquête sur l'origine de cette défaillance soit menée[5].
- En mars 2006, plusieurs outils utilisés dans le domaine de la sécurité des réacteurs disparaissent[6].
- Toujours au mois de mars, la région du Bade-Wurtemberg a fait remplacer 150 serrures de la centrale nucléaire après que l'opérateur eut égaré 12 clés menant à un quartier de haute sécurité, qui n'ont pas été retrouvées malgré des recherches pointues et de multiples interrogatoires. Le parquet a ouvert une information judiciaire pour ce vol[7].
- Le 18 avril 2006, lors d'une visite de révision du réacteur à eau bouillante, un arrêt d'urgence est enclenché, alors qu'un déficit est observé dans un réservoir de pression du réacteur[8].